# Medicina nuclear
A medicina nuclear é uma especialidade médica que emprega materiais radioativos com finalidade diagnóstica e terapêutica. As quantidades de materiais radioativos empregados (radiofármacos) são mínimas e seu uso é bastante seguro.
No caso da medicina nuclear diagnóstica, os radiofármacos são introduzidos no corpo do paciente por ingestão, inalação ou injeção. Estes radiofármacos (emissores de raios gama ou pósitrons) produzem raios gama com energias suficientes para atravessar o corpo do paciente e chegar a um conjunto de detectores externos ao paciente (como por exemplo a câmara gama). O radiofármaco é processado por algum órgão ou tecido específico e, portanto, fornece informação sobre a função do órgão, e não especificamente sobre sua anatomia. Além disso, os radiofármacos possuem meias-vidas física e biológica curtas, de forma a serem rapidamente eliminados do corpo do paciente.
Já na medicina nuclear terapêutica, os radiofármacos utilizados possuem uma atividade maior e são usados para tratar algum órgão específico. A mais importante aplicação terapêutica da medicina nuclear é o uso do radioisótopo Iodo-131, para tratar tumores de tireoide.

## Tipos de Radiação Utilizados
- Partícula beta: consiste num elétron, podendo portanto ser utilizado em terapia como por exemplo no tratamento de hipertiroidismo e do cancro da tireoide, doença de Plummer, através do uso do Iodo-131 (terapêutica com Iodo radioativo).
- Posítron: é a antipartícula do elétron. Consiste num "elétron" de carga positiva. É o tipo de radiação utilizada nos exames de PET (Positron Emission Tomography - Tomografia por Emissão de Pósitrons). O principal radiofármaco utilizado nesse tipo de exame é o FDG (Glicose marcada com Fluor-18).
- Radiação Gama: é um fóton, ou seja, energia (onda eletromagnética). Os raios gama têm origem nos núcleos atómicos, e são utilizados na grande maioria dos exames em medicina nuclear. Os raios gama são detectados por um equipamento apropriado, a Câmara Gama. O principal radionuclídeo emissor de radiação gama utilizado em medicina nuclear é o tecnécio.

## Tipos de Radioisótopos Utilizados
Um radiofármaco incorpora dois componentes: um radionuclídeo, ou seja, uma substância com propriedades físicas adequadas ao procedimento desejado (partícula emissora de radiação beta, para terapêutica; ou partícula emissora de radiação gama, para diagnóstico) e uma vector fisiológico, isto é, uma molécula orgânica com fixação preferencial em determinado tecido ou órgão. Essencialmente, os radionuclídeos são a parte radioativa dos radiofármacos. Mas estes também possuem uma molécula (não radioativa) que se liga ao radionuclídeo (marcação radioativa) e o conduz para esse órgão ou estrutura que se pretende estudar.
- Tecnécio-99-metaestável: é um radionuclídeo artificial, criado pelo homem. Tem meia-vida de aproximadamente 6 horas, isto é, a sua Atividade, ou "quantidade de radioatividade" reduz-se para metade a cada 6 horas. Emite um fóton gama com 140.511keV de energia, ideal para a Câmara Gama. É muito reativo quimicamente, reagindo com muitos tipos de moléculas orgânicas. Esta grande versatilidade química permite que hoje em dia a maioria dos estudos em Medicina Nuclear sejam efetuados com base no uso de radiofármacos Tecneciados.
- Iodo-123 ou Iodo-131: importantes no estudo da tireoide. Têm emissão de radiação gama e beta, respectivamente. Semivida de 8 dias para o I131, 13 horas para o I-123.
- Tálio-201: tem propriedades químicas semelhantes ao potássio, tendo sido utilizado durante muitos anos para imagiologia cardíaca (integrava a bomba de sódio-potássio). Os seus fótons gama têm energias baixas, mas as imagens eram menos nítidas e a sua interpretação mais complexa. Semivida de 3 dias. Atualmente os estudos com Tálio-201 têm caído em desuso, face ao aparecimento de novos radiofármacos marcados com Tc-99m.
- Gálio-67: tem propriedades semelhantes ao ião ferro. É um emissor gama grande de média energia e apresenta semivida de 3 dias. É utilizado em estudos de Infecção e em oncologia.
- Índio-111: semivida 3 dias. É um emissor de radiação gama de média energia.
- Xénon-133 e Crípton-81m: gases nobres radioativos que podem ser usados na cintigrafia de ventilação pulmonar. No entanto, a maior parte dos estudos de ventilação pulmonar são feitos com um aerossol marcado com Tc-99m.
- Flúor-18: emite posítron. É usado no exame PET.

## Utilidade e Risco
A importância deste tipo de exames tem merecido cada vez mais reconhecimento. A principal limitação à maior utilização da medicina nuclear é o custo pré e pós tratamento. No entanto é impossível observar muitos processos fisiológicos de forma não invasiva sem a Medicina Nuclear. A quantidade de radiação que o paciente recebe num exame de medicina nuclear é menor que a radiação recebida numa radiografia ou uma Tomografia Axial Computadorizada que visualize as mesmas estruturas. A quantidade de substância estranha é normalmente tão baixa que não há perigo de interferir significativamente com os processos fisiológicos normais. Os casos mais graves são muitas vezes os casos de hipersensibilidade (alergia) com choque anafilático do doente em reação ao agente químico estranho.

## Sistema Nervoso Central: Cintilografia Cerebral
- Cintigrafia de Perfusão Cerebral: avalia a perfusão sanguínea das várias regiões do cérebro. É injetado um radiofármaco lipossolúvel no sangue do paciente, que seja capaz de atravessar a barreira hematoencefálica. Ele é depois integrado nas membranas celulares dos neurónios. É usado para indicar lesões causadas por enfartes - AVCs, ou para descobrir artérias parcialmente obstruídas que tenham um risco de enfartes futuros.

## Endocrinologia
- Cintilografia da tireoide: A principal aplicação da medicina nuclear nesta área é o diagnóstico e terapia do carcinoma bem diferenciado da tireoide. As células normais da tireoide assim como as do carcinoma bem diferenciado desse órgão, concentram o iIodo até concentrações muito superiores a outros órgãos, uma vez que o iodo é uma parte importante das hormonas produzidas nessa glândula, a T3 e a T4. Este facto permite usar os isótopos radioativos do Iodo, o I-123 (preferido porque tem semi-vida curta, energia mais adequada às Câmaras Gama e ausência de emissão beta, mas muito mais caro) e o I-131 para formar imagens funcionais da tiroideia.

- Terapia com I-131: O I-131 pode além disso ser usado para terapia do carcinoma bem diferenciado da tiroideia. Em muito altas concentrações, a emissão de partículas beta pelos radionuclídeos destrói as células ao redor. Uma vez que a tiroideia concentra muitas vezes mais o ião que os outros órgãos, é ela o órgão alvo. Esta terapia é usada após tireoidectomia para eliminar focos de metástase do cancro. É feita terapia de substituição das hormonas tiroideias (são ingeridas regularmente sob a forma de medicamento).

- Cintigrafia Corporal com 123I-MIBG: é uma técnica de estudo dos tumores neuroendócrinos. O radiofármaco utilizado, metaiodobenzilguanidina-Iodo-123, um análogo da guanetidina que é captada para os grânulos cromafins das células neuroendócrinas. São indicações para este exame a suspeita de feocromocitoma, tumores carcinoides neuroblastoma pediátrico, carcinoma medular da tiroideia e outras neoplasias derivadas da crista neural. O 123I-MIBG também é usado, em maiores concentrações, na terapia de algumas destas condições.

- Cintigrafia do Córtex das Suprarrenais com 131I-Iodocolesterol: têm afinidade para o córtex da glândula suprarrenal. Utilizado no diagnóstico de Síndrome de Cushing, hiperaldosteronismo e hiperandrogenismo. Detecta lesões da suprarrenal.

- Cintigrafia das Paratiroideias: permite avaliar a funcionalidade das glândulas paratiroideias. É preparado um radiofármaco com afinidade para estas glândulas (geralmente o 99mTc-sestamibi ou o 99mTc-Tetrofosmina) que é depois administrado ao paciente por via endovenosa. São realizadas duas séries de imagens: umas cerca de 15min após a injeção, que permite a visualização das glândulas paratiroideias, bem como a glândula tiroideia; outras cerca de 2h após a injeção, onde já não é suposto visualizar as glândulas paratiroideias, nem a glândula tiroideia. A ideia é averiguar sobre o washout do radiofármaco. Em casos de adenoma das paratiroideias, continua a visualizar-se atividade nas glândulas paratiroideias, mesmo 2h00 após a administração do radiofármaco. Por vezes é exigido que este exame seja comparado com uma cintigrafia da tiroideia.

## Pneumologia: Cintilografia Pulmonar
- Cintilografia de Perfusão e Ventilação: são duas técnicas que devem ser executadas sempre que possível (frequentemente de emergência). É o principal método de avaliação da grave condição potencialmente mortal que é a tromboembolia pulmonar. A parte de perfusão é uma avaliação do fluxo sanguíneo por todo o pulmão, ou seja, se há obstruções nos vasos, como em casos de tromboembolia pulmonar. Ela é efetuada pela injeção de aglomerados de albumina marcados com tecnécio-99m no sangue. Qualquer área que não seja irrigada ficará pálida (zona fria) na imagem obtida. A cintigrafia de ventilação indica as áreas do pulmão que ventilam convenientemente. Ela é feita pela inalação de marcadores radioativos gasosos ou sob a forma de aerossóis, como isótopos de gases nobres radioativos ou micropartículas marcadas com tecnécio (technegas). O resultado do exame vem da comparação entre as zonas frias (pouco radioativas) da perfusão e as da ventilação. Se houver grandes e múltiplas defeitos de perfusão não consonantes com áreas de defeitos de ventilação, é provável o diagnóstico de tromboembolismo pulmonar. De outro modo poderá haver obstrução de um brônquio ou bronquíolo (apenas zona fria na ventilação), ou outras condições.

## Cardiologia Nuclear
- Angiografia de radionuclídeos de Equilíbrio (ARNE): é usada para avaliar a função ventricular, especialmente a do ventrículo esquerdo. O tecnécio-99m é feito reagir quimicamente com a hemoglobina dos eritrócitos é injetado no sangue. Estes eritrócitos marcados espalham-se por todo o sangue da pessoa rapidamente o que torna possível então fazer um filme do batimentos cardíacos a partir das emissões e avaliar a quantidade de sangue que permanece nos ventrículos aquando da sístole e da diástole (cálculo da fração de ejeção). Estes filmes dão indicações sobre a performance cardíaca em casos de miocardiopatias, valvulopatias e outros.

- Cintigrafia de Perfusão do Miocárdio em Esforço e em Repouso: tem excelente poder diagnóstico de detecção indireta da doença arterial coronariana e uma capacidade de predição positiva ou negativa de eventos cardíacos relevantes. É indicada para avaliar doentes com enfartes do miocárdio prévios, dispneia de esforço, ou angina pectoris. É feito um estudo por SPECT ou Tomografia Computorizada de Emissão de Fótons Simples. Basicamente a câmara gama roda e tira imagens de várias posições, que o computador então reconstrói em imagens 3D. São usados os compostos tálio-201 (um análogo do ião potássio, K+, em cujo transportador os miócitos são ricos), 99mTc-Tetrofosmina (absorvida pelas células ricas em mitocôndrias, como os miócitos) ou 99mTc-SestaMIBI, todos absorvidos pelas células do miocárdio (se houver fluxo sanguíneo próximo). São efetuadas duas medições da radioatividade: em repouso e em esforço máximo. Se houver zona fria ou de radioatividade muito reduzida em ambas as situações, haverá apenas tecido fibroso derivado de um enfarte prévio nesse ponto do coração (já não existem miócitos); se houver zona fria em esforço, mas não em repouso, então deverá haver limitações ao fluxo sanguíneo para essa região, ou seja ele é suficiente para o repouso mas a artéria está obstruída parcialmente e quando há vasodilatação devido ao esforço, o volume nas outras artérias desobstruídas aumenta muito mais (porque num tubo o aumento do raio de 2 para 3 mm corresponde a muito mais volume extra que de 1 para 2 mm)- logo essa área está com menos radioatividade comparativamente.

- Estudo de Viabilidade do Miocárdio (Repouso sob Nitroglicerina): é um estudo idêntico à Cintigrafia de Perfusão do Miocárdio, sendo apenas realizado o estudo em Repouso. A injeção do radiofármaco é precedida pela administração oral de um comprimido de nitroglicerina. Desta forma, é obtida uma imagem do coração em condições ótimas de fluxo sanguíneo. Desta forma, todas as células viáveis (vivas) terão acesso à irrigação coronária.

## Nefrologia Nuclear
- Cintigrafia Renal com 99mTc-DMSA: o parênquima do rim é estudado com a molécula DMSA (ácido dimercaptosuccinico) que é feita reagir in vitro com tecnécio-99m radioativo. O DMSA-Tc99m é injetado no sangue do paciente, de onde é simultaneamente filtrado, reabsorvido e secretado a nível glomerular, e do Tubo Contornado Proximal. O fármaco fica na sua maioria localizado no córtex renal desde que este esteja funcional e capaz de filtrar, reabsorver e secretar. As zonas frias (pálidas) de pouca atividade radioativa obtidas no filme corresponderão assim a zonas do córtex do Rim que estejam em insuficiência ou não estejam a funcionar a 100%. Este método tem sensibilidade maior que a ecografia para detecção de pielonefrites, malformações ou cicatrizes, nomeadamente em pediatria.

- Cintigrafia Renal com 99mTc-DTPA: o DTPA, mesmo acoplado ao tecnécio, é quase totalmente eliminado por filtração glomerular sem quase nenhuma secreção ou reabsorção. É uma técnica de avaliação do glomérulo renal e sua capacidade de filtração efetiva, nomeadamente das glomerulopatias.

- Renograma Basal com 99mTc-MAG3: o 99mTc-MAG3 ou mercaptoacetiltriglicina-99mTc é eliminada principalmente por secreção tubular. A sua rápida excreção permite a avaliação não só dessa função renal mas também da perfusão, e integridade do sistema coletor. É usada na monitorização da insuficiência renal, obstrução dos canais colectores e refluxo de urina.

- Renograma com prova diurética: usado no diagnóstico diferenciados entre a obstrução das vias urinárias, nomeadamente por cálculos ("pedra dos rins"), e a estase funcional dessas vias. A administração de um diurético como a furosemida acelera a excreção de urina pelo rim. Qualquer dificuldade de micção que não seja obstrução mecânica das vias pode ser distinguido aumentando suficientemente o volume de urina secretada pelos rins. Se houver obstrução mecânica o radiofármaco na urina se concentrará proximalmente ao ponto bem definido da obstrução, e pouco ou nenhum passará. Se for estase funcional (e.g. se o músculo do ureter não propelir a urina), o aumento de volume será suficiente para fazer avançar a urina nas vias por si mesmo, e o radiofármaco ocupará toda a via urinária.

- Renograma com Captopril: é usada como teste de detecção de hipertensão arterial devido a estenose (causada pela aterosclerose ou placa de colesterol) da artéria renal. É administrado captopril, um inibidor da enzima conversora da angiotensina, que tem o efeito de diminuir a perfusão (fluxo sanguíneo) renal. O radiofármaco utilizado é o 99mTc-DTPA. Se a radioatividade vinda do rim diminuir consideravelmente, a artéria correspondente já deveria estar estenosada antes da vasocontrição devida ao captopril (porque um tubo de 3mm que diminui para 2 perde muito menos volume que um de 2 que diminui para 1mm).

- Cistocintigrafia Directa ou Indirecta: é usada no diagnóstico do refluxo vesico-ureteral (da bexiga de volta ao ureter) da urina. Há dois tipos. Na cistocintigrafia directa, o doente é cateterizado (tubo colocado no uretra) e a solução radioativa é introduzida na bexiga. Na indirecta o rádiofarmaco é injetado no sangue e as imagens feitas aquando do percurso da urina radioativa pelas vias urinárias inferiores. Em qualquer caso, o imagiologista verifica se há refluxo da urina radioativa.

## Osteoarticular
- Cintifragia Óssea de Corpo Inteiro: São usados derivados de disfosfatos resistentes às enzimas fosfatases, quelados com tecnécio-99m como o 99mTc-metilenodifosfonato (99mTc-MDP) e o 99mTc-hidroximetilenodifosfonato (99mTc-HMDP), os quais são injetados no sangue. Rapidamente fixam-se com cálcio ao mineral apatite do osso. Uma vez que os processos de cristalização normais dos sais de cálcio e fosfato no osso são os mesmos da fixação do radiofármaco, esta técnica permite detectar áreas de grande ou insuficiente formação de mineral dentro dos ossos. Assim detectam-se áreas frias ou hipofixantes, com pouca radioatividade, que correspondem a grande atividade destruidora de  osso como a osteoclástica ou baixa atividade geradora de osso como a osteoblástica. Causas possíveis de hipofixação são a necrose óssea (por isquemia, enfarte ou infecção-osteomielite), isquemia por anemia falciforme, ou metástases agressivas. É esta última a indicação mais importante, uma vez que permite detectar lesões causadas por metástases de cancros de outros órgãos ou do próprio osso muito mais precocemente que o raio-X, e permite fazer o estadiamento da neoplasia. Os cancros que mais frequentemente metastizam para o osso são os da próstata, mama e pulmão.

- Cintilografia Óssea com estudo de três fases: A cintilografia óssea trifásica é realizada injetando-se um traçador radioativo ou radiofármaco na veia do paciente. O traçador comumente utilizado é denominado metilenodifosfonato (MDP) e é marcado com tecnécio-99m (MDP-99mTc). Um estudo trifásico consiste em uma cintilografia óssea realizada em três fases. A primeira fase é denominada fase de fluxo sanguíneo (ou fase angiográfica). O paciente é posicionado com região de interesse sob o detector. O MDP-99mTc é injetado em bolus em uma veia periférica e são adquiridas imagens da região a cada 2 segundos durante 1 minuto. A segunda fase é denominada fase de equilíbrio (ou fase de permeabilidade capilar) e inicia-se 5 minutos após a injeção do MDP-99mTc. A terceira fase é denominada fase tardia e inicia-se após 3 horas. São realizadas imagens de todo o esqueleto nas projeções anterior e posterior. O MDP-99mTc já está concentrado no osso.

- Estudo Ósseo Tomográfico (complementar)

- Cintilografia da Medula Óssea com 99mTc-Colóides

## Cancro: Cintilografias Oncológicas
- Cintigrafia com Gálio-67: o Gálio-67 comporta-se como o ião Ferro3+ e portanto liga-se à transferrina plasmática. A maior vascularização das neoplasias e a sua maior necessidade de ferro leva à acumulação do radiofármaco nas células neoplásicas, associado à ferritina. É possível colher informações de muitos tipos de tumores com esta técnica mas ela é principalmente indicada para estadiamento de linfomas. Uma vez que o Gálio não se concentra em lesões necrosadas ou fibróticas ele permite detectar tumores activos de forma superior À Tomografia computadorizada ou Ressonância Magnética.

- Cintilografia com 123I-MIBG

- Cintilografia com 131I-Iodocolesterol ou NP-59

- Cintilografia dos Receptores da Somatostatina com 111In-Pentatreótido: o 111-Índio-Pentatreótido é um análogo radioativo da hormona somatostatina. Usado no estadiamento de tumores neuroendócrinos, como os do ilhéu do pâncreashipófise e carcinoides.

- Cintilografia com 99mTc-sestaMIBI: este radiofármaco concentra-se nas mitocôndrias, logo marca a viabilidade celular (a falta de integridade das membranas mitocondriais é indicativa de stress celular). É no entanto usado como indicador da susceptibilidade à quimioterapiade uma neoplasia, porque ele é excretado da célula pelo mesmo transportador membranar que excreta os químicos citostáticos (quanto mais transportador menos radioactividade e menos susceptibilidade à quimio).

- Cintilografia Mamária: a primeira técnica de detecção de tumores mamários é a mamografia, uma forma de radiografia. A cintigrafia só é usada se houver dúvidas após mamografia. São usados o 99mTc-MIBI ou o 99mTc-Tetrofosmina.

- Linfocintigrafia: técnica de determinação do gânglio sentinela. O gânglio sentinela é o primeiro gânglio linfático que drena uma neoplasia, e é o primeiro a receber células metastáticas. É essencial após descoberta de tumor maligno verificar se o gânglio sentinela está invadido, pois o inicio de metastização determina estratégias terapêuticas mais agressivas. São usados derivados da albumina com tecnécio radioactivo em solução, que são injectados no tumor. Este radiofármaco é então drenado pelos vasos linfáticos até ao gânglio mais próximo. Indicações frequentes são o carcinoma da mama e o melanoma.